# Брюс Гапке
Брюс Вільям Гапке (нар. 17 лютого 1931 р.) — американський учений-планетолог, професор-емерит в Університеті Піттсбурга, один з найвідоміших в світі експертів з законів відбивання світла планетним реголітом.

## Біографія
Гапке народився у Расіні, штат Вісконсин. Він здобув ступінь бакалавра фізики в Університеті Вісконсину у Медісоні у 1953 році, а потім ступінь доктора філософії з інженерної фізики в Корнелльському університеті в 1962 році. Гапке був науковим співробітником Центру радіофізики та космічних досліджень Корнелльського університету з 1960 по 1967 рік. У 1967 році він став професором кафедри геології та планетознавства Університету Піттсбурга. Протягом своєї довгої кар'єри Гапке брав участь у космічних місіях «Марінер-10», «Вікінг» і «Аполлон».
Основними науковими результатами Гапке є його ґрунтівні дослідження оптичних властивостей планетних поверхонь. Зокрема, введені ним параметри Гапке є зараз загальновживаним способом описання законів відбивання світла планетним реголітом.
Він був головою Відділу планетарних наук Американського астрономічного товариства. Зараз доктор Гапке є професором-емеритом в Університеті Піттсбурга.

## Нагороди та відзнаки
- У 2020 році обраний членом спадщини (англ. Legacy Fellow) Американського астрономічного товариства[6]
- На його честь був названий місячний мінерал Гапкеїт[7][8]
- Астероїд 3549 Гапке
- У 2001 році отримав премію Койпера, найвищу нагороду, яку присуджує відділ планетарних наук Американського астрономічного товариства[4]